# گاگیک داغباشیان
گاگیک تیگرانی داغباشیان (ارمنی: Գագիկ Տիգրանի Դաղբաշյան؛ زادهٔ ۱۹ اکتبر ۱۹۹۰ در ایروان) یک بازیکن فوتبال در پست مدافع چپ اهل ارمنستان است.

## باشگاهی
از باشگاه‌هایی که در آن بازی کرده‌است می‌توان به باشگاه فوتبال بانانتس، روژمبرک، MFK Dolný Kubín و باشگاه فوتبال آلاشکرت اشاره کرد.

## تیم ملی
وی همچنین در زیر ۲۱ سال ارمنستان و تیم ملی فوتبال ارمنستان بازی کرده‌است. داغباشیان نخستین بازی ملی خود را که یک بازی دوستانه بود در تاریخ ۲۸ فوریه ۲۰۱۲ در لیماسول، قبرس در مقابل صربستان انجام داده‌است.

## افتخارات

### باشگاهی
بانانتس
- لیگ برتر فوتبال ارمنستان (۱): ۲۰۱۳–۱۴
- جام استقلال ارمنستان (۱): ۲۰۰۷